# امبوهیمهاولونا
امبوهیمهاولونا (به لاتین: Ambohimahavelona) یک سکونتگاه مسکونی در ماداگاسکار است که در آتسیمو-آندرفانا واقع شده‌است.

## خصوصیات
امبوهیمهاولونا ۱۳٬۰۰۰ نفر جمعیت دارد و ۱۰۸ متر بالاتر از سطح دریا واقع شده‌است.